# 紀元前百万年
『紀元前百万年』（きげんぜんひゃくまんねん、原題：One Million Years B.C.）は、1940年に公開されたアメリカのユナイテッド・アーティスツ制作の石器時代を舞台にした恐竜映画。
1966年製作の『恐竜100万年』は、本作のリメイクである。

## スタッフ
- 監督：ハル・ローチ
- 脚本：ジョージ・ベイカー、ジョセフ・フリッカート、ミッケル・ノヴァク
- 原案：ユージン・ローシェ
- 撮影：ノーバート・ブロディーン
- 音楽：ワーナー・リヒャルト・ハイマン

## キャスト
- ロアナ：キャロル・ランディス
- トマク：ヴィクター・マチュア
- アクホバ：ロン・チェイニー・ジュニア
- オータオ：ジョン・ハバード
- ヌポンディ：メイモ・クラーク